# Stanislav Zabrodski
Stanislav Zabrodski, kazahstanski lokostrelec, * 1. januar 1962.
Sodeloval je na lokostrelskem delu poletnih olimpijskih igrah leta 2004, kjer je osvojil 18. mesto v individualni konkurenci.